# Schlenkengraben
Der Schlenkengraben ist ein sieben Kilometer langer Fluss in Mecklenburg-Vorpommern. Er fließt in nördliche Richtung östlich der Nebel und mündet südlich des Güstrower Ortsteils Klueß in die Nebel.